# Iman
Iman (in alfabeto arabo: إيمان) è un nome proprio di persona arabo maschile e femminile.

## Varianti
- Imen[1], Imani[4], Eman[5] (varianti di traslitterazione)

## Origine e diffusione
Si basa sul verbo arabo امن (amuna, "essere fedele"), quindi vuol dire "fede"; è pertanto analogo, per significato, ai nomi Vera e Fede.
È stato popolarizzato dalla modella somala Iman.

## Persone

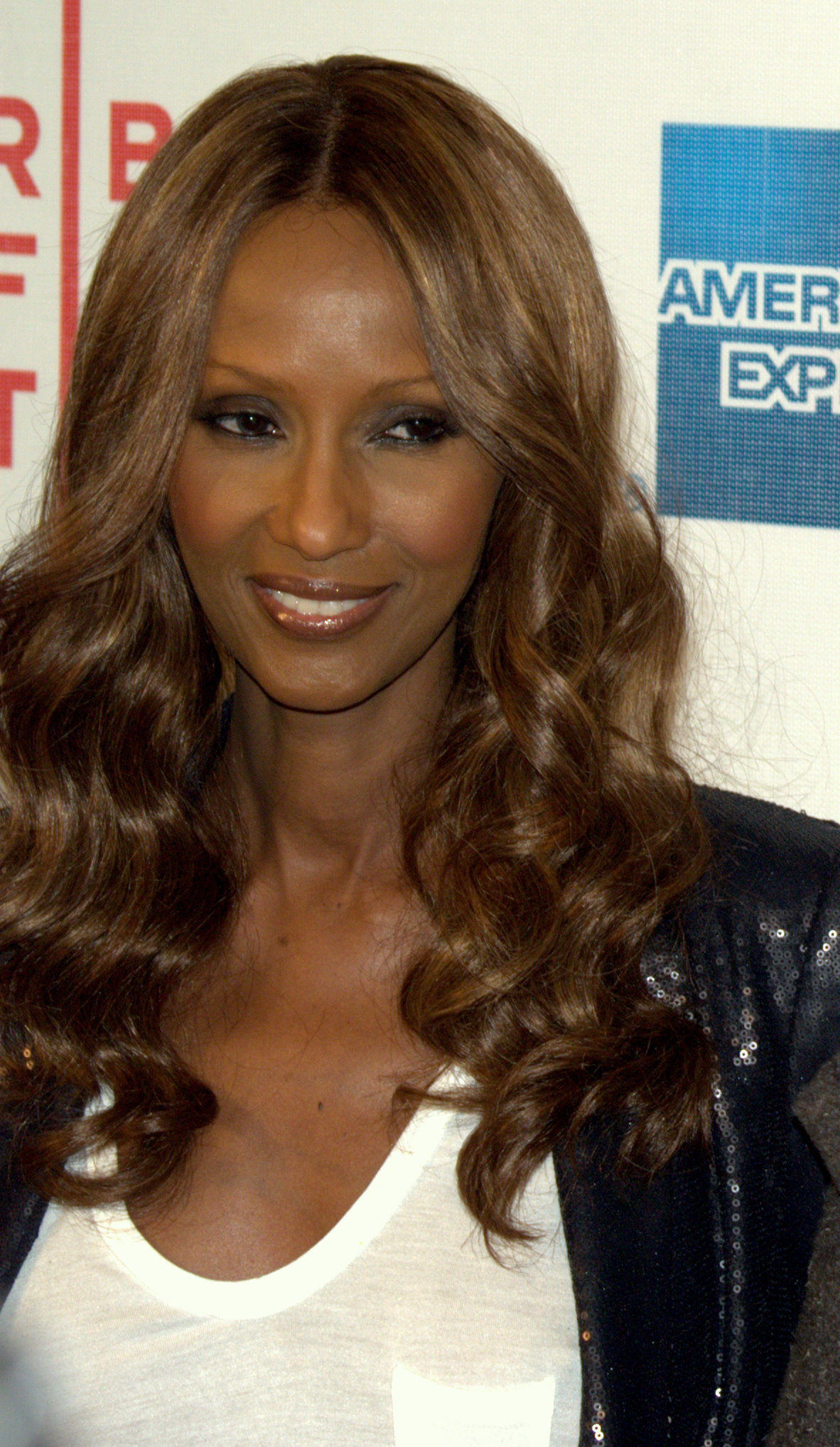
Iman

### Femminile
- Iman, modella e attrice somala
- Iman Sabbah, giornalista israeliana

### Varianti femminili
- Imani Hakim, attrice statunitense

### Maschile
- Iman Shumpert, cestista statunitense
- Iman Zandi, cestista iraniano

### Varianti maschili
- Imane Merga, atleta etiope